# Жорж Юїсман
Жорж Мо́ріс Юїсма́н (фр. Georges Huisman, 3 травня 1889, Валансьєнн, Франція — †28 грудня 1957, Вальмондуа, Франція) — французький історик, політик та державний службовець. Засновник у 1939 році Каннського міжнародного кінофестивалю та голова його журі у 1946-му, 1947-му та 1949-му роках.

## Життєпис
Жорж Юїсман навчався в Національній школі хартій, де у 1910 році отримав ступінь палеограф-архіваріуса, захистивши дисертацію під назвою Юрисдикція Паризького муніципалітету Сент-Луї Карла VII (фр. La Juridiction de la Municipalité parisienne, de saint Louis à Charles VII). У 1912 року став професор історії та географії в Сорбонні.
Як політик та член Радикальної партії Жорж Юїсман очолював кабінет міністерства торгівлі та у 1927–1931 штаб голови Сенату Поля Думера. Після обрання Думера Президентом Франції Юїсмана було призначено на посаду генерального секретаря кабінету Президента.
За президентства Едуара Даладьє Жорж Юїсман працював генеральним директором образотворчих мистецтв (фр. Beaux-Arts) і підтримував розповсюдження кіно у Франції. Після окупації Франції нацистською Німеччиною Юїсман разом з 25 іншими колишніми парламентаріями і урядовцями у 1940 році емігрував з Франції до Північної Африки на борту пасажирського судна Massilia. Після повернення до Марселя таємно мешкав протягом 18 місяців на фермі поблизу Альбі. У 1942 році Жорж Юїсман був заарештований німецькою окупаційною владою, але згодом був звільнений завдяки втручанню письменника Ролана Доржеле.
З 1932 по 1939 роки Юїсман був також мером міста Вальмондуа в департаменті Сена і Уаза.
Дружина Жоржа Юїсмана Марсель померла у 1995 році. Його син Деніс Юїсман (нар. 1929) — професор філософії.

## Публікації
- Art et esthétique (Мистецтво і естетика), Melinc, 1923
- Pour comprendre les monuments de Paris, Paris, Hachette, 1925
- Histoire générale de l'art (dir.), Paris, Aristide Quillet, 4 vol., 1938
- Récits et épisodes de la Révolution française, avec Marcelle Huisman, Paris, Fernand Nathan, 1948
- Contes du Moyen Âge français, avec Marcelle Huisman, Paris, Nathan, 1958